# Командир (фильм, 2024)
«Командир» — экшн-фильм, основанный на реальных событиях — захват автобуса с детьми в Орджоникидзе 1 декабря 1988 года. Главную роль (генерал-майора Геннадия Зайцева) в картине исполнил актёр Кирилл Зайцев. Фильм охватывает период жизни героя с 10 до 54 лет.
«Командир» вышел в российский прокат 22 февраля 2024; телепремьера состоялась 4 ноября того же года на «Первом канале».

## Сюжет
Геннадий Зайцев родился в глухой уральской деревне, вырос в многодетной семье без отца. Чтобы помочь матери, в 14 лет он идёт работать на завод, а в 1953 году — по рекомендации директора завода — идёт в Кремлёвский полк. Шаг за шагом парень встаёт у истоков создания антитеррористического подразделения «Группа „Альфа“».
Ключевое событие фильма — захват террористами автобуса с заложниками (32 детей, их учительницы и водителя) в Орджоникидзе 1 декабря 1988 года. Под руководством Зайцева разворачивается сложнейшая операция, в ходе которой все заложники были освобождены, а самолёту с террористами разрешили вылететь в Израиль, где все они были захвачены властями, возвращены в СССР и осуждены на крупные сроки. Никто в ходе проведения операции не пострадал.

## В ролях
| Актёр             | Роль                                 |
| ----------------- | ------------------------------------ |
| Кирилл Зайцев     | Геннадий Зайцев                      |
| Александр Жуков   | Геннадий Зайцев в детстве            |
| Артём Ткаченко    | Степан Вазгенович Хачиянц, террорист |
| Сергей Маховиков  | Алексей Петрович Волков              |
| Владимир Зайцев   | Спиридонов                           |
| Нелли Пшённая     | Надежда Сильверстовна                |
| Валерий Баринов   | Виктор Михайлович Чебриков           |
| Вадим Андреев     | дядя Коля, мастер на заводе          |
| Валерий Афанасьев | Золотовский, директор завода         |
| Анатолий Котенёв  | Алексей Дмитриевич Бесчастнов        |
| Борис Каморзин    | отец Кулакова                        |
| Марина Лебедева   | Зоя Ильинична Зайцева                |
| Вадим Галыгин     | раненый                              |
| Данил Стеклов     | Петренко, террорист в посольстве США |
| Джонатан Солвей   | секретарь посольства США             |

## Производство
Фильм создан кинокомпанией «ЭГО продакшн» при поддержке Госкорпорации Ростех и АО «Рособоронэкспорт», а также компаний Хартия и Аквариус.
Создатели фильма (Тимур Хван, Татьяна Гурьянова и Александр Гурьянов) открыли для себя биографию Геннадия Зайцева, прочитав его книгу воспоминаний «Спецназ. „Альфа“: дела и люди».
О завершении первой половины съёмок стало известно зимой 2023 года, об этом рассказал исполнитель главной роли Кирилл Зайцев. При подготовке к съёмочному процессу актёр общался с самим Геннадием Зайцевым. Актёр и Герой Советского Союза — однофамильцы. Об окончании съёмок фильма стало известно в конце весны 2023 года.
Известно, что в съёмках участвовали дети и племянники настоящих заложников, которые, в свою очередь, сыграли их родителей.

## Маркетинг
Первый официальный трейлер появился в сети в конце декабря 2023 года.

## Участие в фестивалях
- 2024 год — Участник Российских программ 46-го Московского Международного кинофестиваля[17].
- 2024 год — Лучший военно-исторический фильм VIII Международного кинофестиваля «Белые Ночи» (г. Санкт-Петербург).
- 2024 год — Лучший художественный фильм III Международного кинофестиваля «МОСТЫ» (г. Санкт-Петербург).
- 2024 год — Участник официальной программы 14-th Dada Saheb Phalke Film Festival (Индия)[18].
- 2024 год — Приз Музея Победы на III Международном Фестивале Правильного Кино[19].
- 2024 год — Участник внеконкурсной программы II Всероссийского кинофестиваля Молодёжного Патриотического Кино «ZOV»[20].
- 2024 год — Специальный Приз имени Е. Родионова «За правдивое отражение темы патриотизма» и Приз Губернатора Тульской области на XXII Международном фестивале военного кино имени Ю. Н. Озерова[21].
- 2024 год — Особая отметка жюри на фестивале IndieFEST Film Awards (США).
- 2024 год — Лучший полнометражный фильм на фестивале ShamhainBaucogna International Fim Festival (Италия)[22].
- 2024 год — Лучший полнометражный фильм на фестивале International Halicarnassus Film Festival (Турция)[23].
- 2024 год — Лучший полнометражный фильм на Международном кинофестивале «Крылатый барс» (Казань)[24].
- 2024 год — «Лучший сценарий» и «Лучший саундтрек» на фестивале Gulf of Naples Independent Film Festival (Италия)
- 2024 год — Особая отметка жюри на фестивале Accolade Global Film Competition (США).
- 2024 год — Диплом «За создание яркого патриотического образа на экране» на ХХХ Международном кинофестивале «Литература и кино» (г. Гатчина).
- 2024 год — Специальный приз Губернатора Алтайского края на XXVI Всероссийском Шукшинском кинофестивале[25].
- 2024 год — Лучший художественный фильм VIII «Майкопского Международного Фильм Фестиваля»(г. Майкоп)[26].
- 2024 год — Главный приз на фестивале МосФестФильм в номинации «Лучшая мужская роль» (победитель — Кирилл Зайцев)[27].
- 2024 год — приз за Лучший игровой фильм" и Приз Главы Республики Ингушетия Махмуда-Али Калиматова на юбилейном X международном кинофестивале «Золотая башня» (г. Сунжа, Республика Ингушетия)[28].
- 2024 год — Специальный Приз в номинации «Выбор симферопольцев» на XVI Всероссийском кинофестивале «Человек, познающий мир» (г. Симферополь).
- 2024 год — Приз прессы и средств массовой информации «За тему воинского братства и гармонию в музыкальном решении» на I открытом фестивале «Кино и музыка» (г. Тула и Тульская область).
- 2024 год — Приз за Лучший игровой фильм и Приз администрации Волоколамского округа на XX юбилейном Международном фестивале военно-патриотического фильма «Волоколамский рубеж» (г. Волоколамск, Московская область).
- 2025 год — «Лучший сценарий» и «Приз зрительских симпатий» на III Открытом российском фестивале отечественного кино «Черноречье Фест».
- 2025 год — Приз на V открытом российском фестивале патриотического кино «Малая Земля» (г. Новороссийск, Краснодарский край) в номинации «Лучшая мужская роль» (победитель – Кирилл Зайцев)[29]

## Государственные награды
- 2024 год — Медалью имени Амет-Хана Султана «За патриотическое воспитание молодёжи» награждены: Тимур Хван — продюсер, режиссёр и сценарист; Кирилл Зайцев — исполнитель главной роли и креативный продюсер; Сергей Зайцев — полковник ФСБ, сын Геннадия Николаевича Зайцева[30].